# Juan Berenguer
Juan Bautista Berenguer [beh-ren-gher'] (nacido el 30 de noviembre de 1954) es un ex lanzador de relevo panameño en las Grandes Ligas de Béisbol (MLB) que jugó para ocho equipos de 1978 a 1992. Nació en Aguadulce, Coclé, Panamá.  

## Trayectoria
Berenguer, un lanzador fornido y de aspecto mezquino, con cabello largo y bigote, sus compañeros de equipo lo apodaban 'Pancho Villa', y los fanáticos de los Mellizos se referían con admiración a él como 'Señor Smoke' o 'El Gasolino' debido a su recta de alrededor de 90 mph..Extremadamente salvaje cuando era joven, Berenguer aprendió a aprovechar su astuta bola rápida que le gustaba lanzar hacia adentro, y agregó una engañosa bola de horquilla . Su eficacia se vio favorecida por su apariencia y disposición intimidantes. Berenguer fue contratado por los Mets de Nueva York como agente libre amateur en 1975. Hizo su debut en la MLB con el equipo en 1978. En abril de 1981, Berenguer tenía un récord de 1-4 en victorias y derrotas y un promedio de rendimiento limpio (ERA) de 4.75 en 16 apariciones en su carrera con el equipo, y todavía tenía problemas para controlar su bola rápida, por lo que los Mets lo cambiaron a Kansas City. Royals a cambio del jardinero Marvell Wynne y el lanzador John Skinner.  Berenguer lanzó para siete organizaciones antes de unirse a los Mellizos de Minnesota .  Su gran temporada se produjo en 1987, cuando registró un récord de 8-1 con una efectividad de 3.94 y cuatro salvamentos para los Mellizos, campeones de la Liga Americana, camino al Campeonato Mundial de 1987 sobre los Cardenales de San Luis .  Durante los playoffs de 1987, Juan grabó “The Berenguer Boogie”, un video musical que mostraba a Juan bailando y cantando con una gabardina y un maletín.  Berenguer anteriormente ganó un anillo de Serie Mundial con los Tigres de Detroit campeones de 1984, aunque no jugó en la Serie.  Después de su carrera en la MLB, Berenguer continuó jugando en las menores. Luego de pasar 1993 y parte de 1994 en la Liga Mexicana, regresó a Minnesota y lanzó para los independientes Minneapolis Loons y Southern Minny Stars en la Prairie League .  Luego firmó para lanzar para los Duluth-Superior Dukes de la Liga Norte antes de la temporada de 1998, pero nunca jugó para ellos. En el medio jugó pelota invernal en República Dominicana y Venezuela.Después del béisbol, Berenguer regresó a Minnesota, donde trabajó en marketing para una estación de televisión local. También se convirtió en vendedor de un concesionario de automóviles en Bloomington, Minnesota. Su hijo Chris era jugador de hockey con la Sioux Falls Stampede de la Liga de Hockey de Estados Unidos . 